# Pseudapis tobiasi
Pseudapis tobiasi là một loài Hymenoptera trong họ Halictidae. Loài này được Astafurova mô tả khoa học năm 2004.